# Партия рабочих Туниса
Партия рабочих Туниса (араб. حزب العمال‎ Хизб аш-Уммал, до июля 2012 — Коммунистическая партия рабочих Туниса (КПРТ; араб. حزب العمال الشيوعي التونسي‎ Хизб аш-Уммал аш-Шуюий) — коммунистическая партия ходжаистского толка в Тунисе.
Основана 3 января 1986. После 1993 года, когда ранее просоветская Тунисская коммунистическая партия приняла название Движение за обновление (Эттадждид) и отказалась от марксизма-ленинизма, КПРТ оставалась единственной компартией в стране. До начала Революции 2010—2011 находилась в подполье, её активисты подвергались арестам.
Молодёжная организация партии — Союз коммунистической молодёжи Туниса.
Партия поддерживает контакты с КПРФ.

## Участие в Революции 2010—2011
Члены КПРТ принимали активное участие в народном восстании против диктатуры Бен Али.
12 января 2011 в ходе уличных манифестаций был задержан лидер КПРТ Хамма Хаммами. По сообщению телеканала France24, Хаммами стал первым политическим деятелем, арестованным властями Туниса после начала выступлений.
15 января 2011 из тюрем были выпущены около 30 членов запрещенной до этого КРПТ, в том числе и Хамма Хаммами.
В тот же день КПРТ опубликовала программное заявление, в котором выразила свой взгляд на происходящие события. Согласно ему, одержанная тунисским народом победа носит половинчатый характер, так как временный президент Фуад Мбазаа являлся помощником свергнутого экс-президента Бен Али, необходим созыв временного правительства для проведение свободных выборов в учредительную ассамблею, которая и выработает программу развития демократического Туниса. Революционеры должны организовывать комитеты на местах для противостояния мародёрам и реакционерам. В одном из интервью Х. Хаммами заявил, что КПРТ выступает за парламентское, а не президентское правление (и, соответственно, не будет выдвигать своего кандидата на предстоящие выборы президента), и призывает к созданию новой конституции.
По результатам опросов, проведённых 5-11 мая среди жителей Туниса, на парламентских выборах за КПРТ готовы были проголосовать 9,2 % тунисцев, что делает её четвёртой по популярности из около 70 политических партий.
Первый съезд КПРТ состоялся 23 июля 2011 в городе Тунис. В центральном выступлении съезда лидер партии Хаммами призвал к борьбе за продолжения революции против контрреволюционных сил, персонифицированных во Временном правительстве, активном участии в намеченных выборах в Учредительное собрание и союзу с умеренными исламистами из партии Эннахда (Партия возрождения).
На выборах в Учредительное собрание Туниса 23 октября 2011 КПРТ получила 1,57 % голосов и 3 депутатских мандата.
В июле 2012 года в результате длительной внутрипартийной дискуссии название партии было сменено на Партия рабочих Туниса.

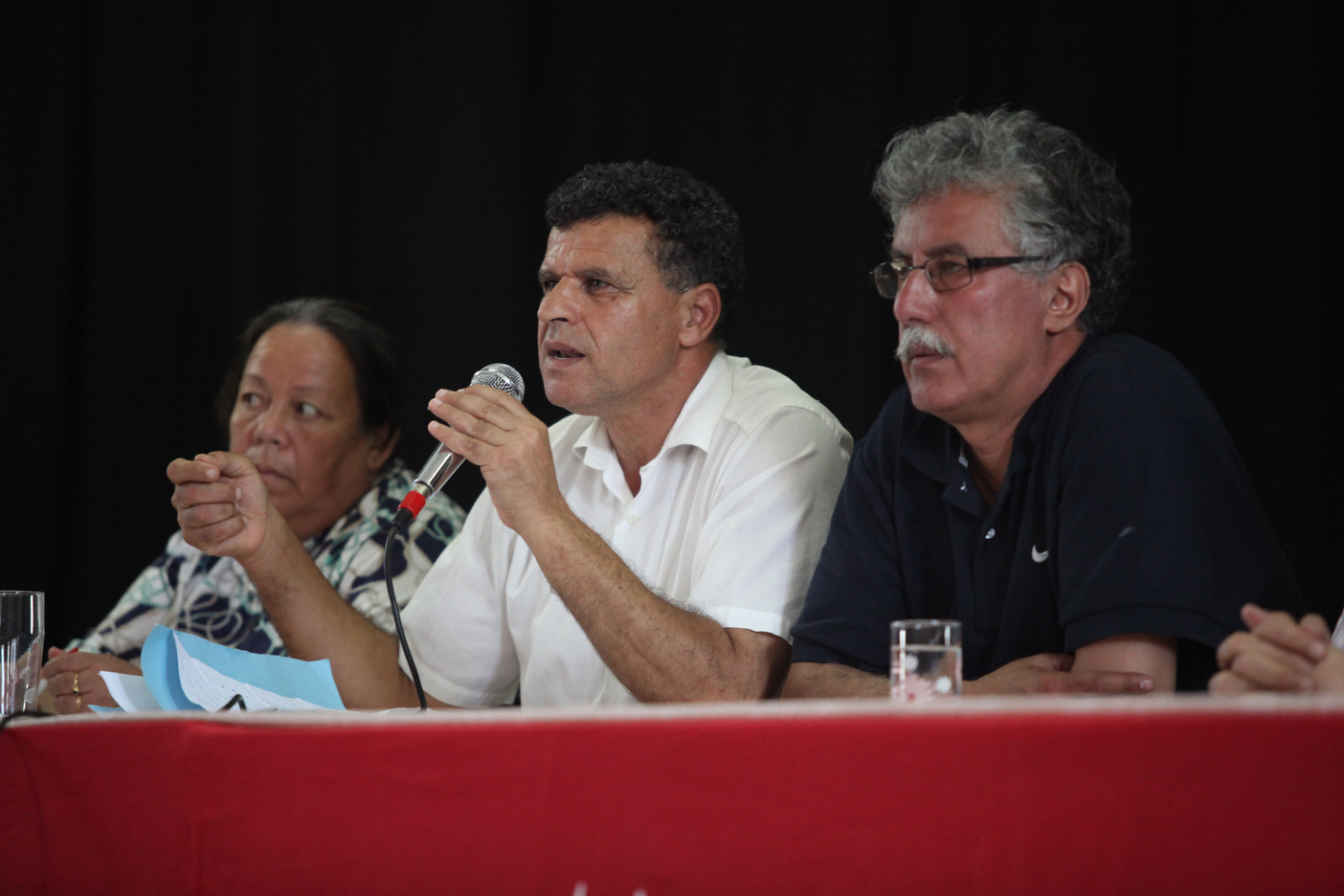
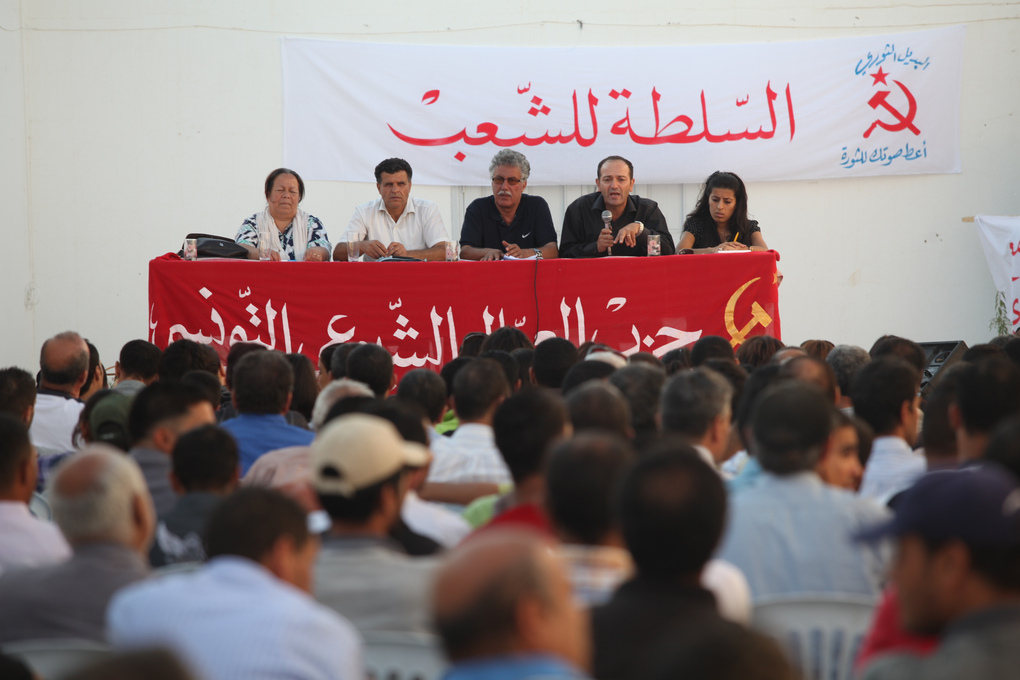
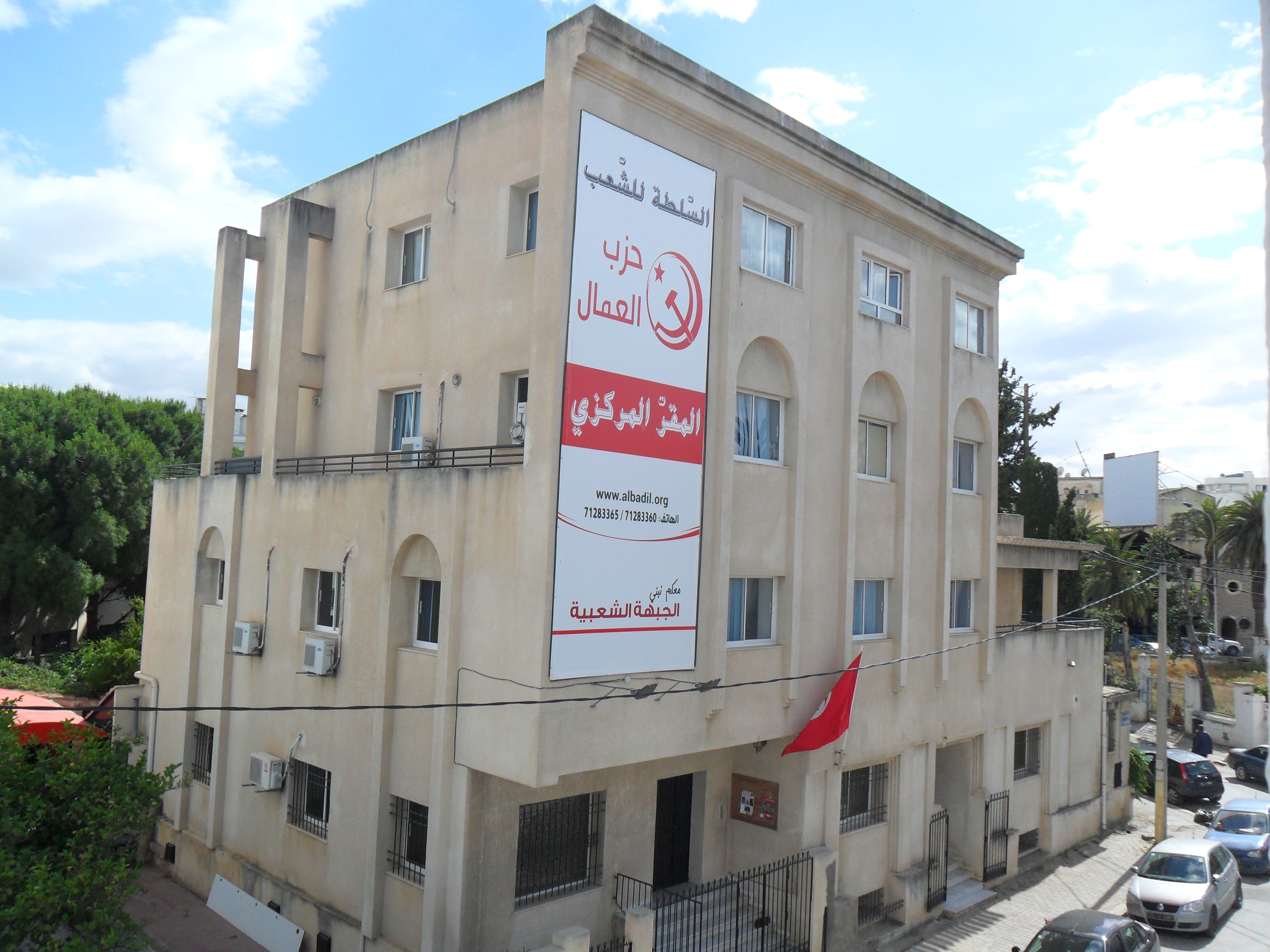